# Grabów (powiat kutnowski)
Grabów – wieś w Polsce położona w województwie łódzkim, w powiecie kutnowskim, w gminie Żychlin.
W czasie kampanii wrześniowej stacjonowała tu 43 Eskadra Towarzysząca.
W latach 1975–1998 miejscowość należała administracyjnie do województwa płockiego.